# 5. Königlich Bayerische Reserve-Infanterie-Brigade
Die 5. Reserve-Infanterie-Brigade war ein Großverband der Bayerischen Armee.

## Geschichte
Die Brigade wurde zu Beginn des Ersten Weltkrieges im Rahmen der 6. Armee an der Westfront eingesetzt. Sie war der 4. Infanterie-Division unterstellt. Sie wurde am 10. März 1915 aufgelöst.

## Gliederung vom 2. August 1914
- Reserve-Infanterie-Regiment 5
- Reserve-Infanterie-Regiment 8

## Kommandeure
| Dienstgrad         | Name          | Datum                               |
| ------------------ | ------------- | ----------------------------------- |
| Generalmajor z. D. | Leonhard Mark | 02. August 1914 bis 27. Januar 1915 |
| Generalmajor       | Emil Schoch   | 27. Januar bis 10. März 1915        |